# 東高圓寺站
東高圓寺站（日语：／ Higashi-kōenji eki */?）是一個位於東京都杉並區和田三丁目，屬於東京地下鐵丸之內線的鐵路車站。車站編號是M 04。

## 歷史
- 1964年（昭和39年）9月18日：營團地下鐵荻窪線車站開業。1961年（昭和36年）11月1日新中野站 - 南阿佐谷站通車時就已保留設站空間，因杉並線（日语：都電杉並線）廢除而提早設站。
- 1972年（昭和47年）4月1日：荻窪線改稱丸之內線。
- 1986年（昭和61年）：車站事務所大樓完成（青梅街道南側）、遷移出入口。
- 2004年（平成16年）4月1日：營團地下鐵民營化，由東京地下鐵繼承本車站。
- 2006年（平成18年）4月28日：丸之內線全線月臺加設月臺門。

### 站名由來
因位於高圓寺地區東側而命名。

## 車站構造
本站是位於青梅街道正下方的側式月台2面2線地下車站。1986年出入口遷移後，將1號線月台中央部分拓寬，緩解了早晨沿線學校學生與傍晚返家的人潮。
1號出入口設有電梯。2號出入口位於車站上方的公寓內，剪票口前方有商店營業。
地下連絡通道位於剪票口外側，是當時少見的設計。

### 月台配置
| 月台 | 路線     | 目的地               |
| ---- | -------- | -------------------- |
| 1    | 丸之內線 | 荻窪方向             |
| 2    | 丸之內線 | 新宿、銀座、池袋方向 |

（來源：東京地下鐵:構內圖 （页面存档备份，存于））

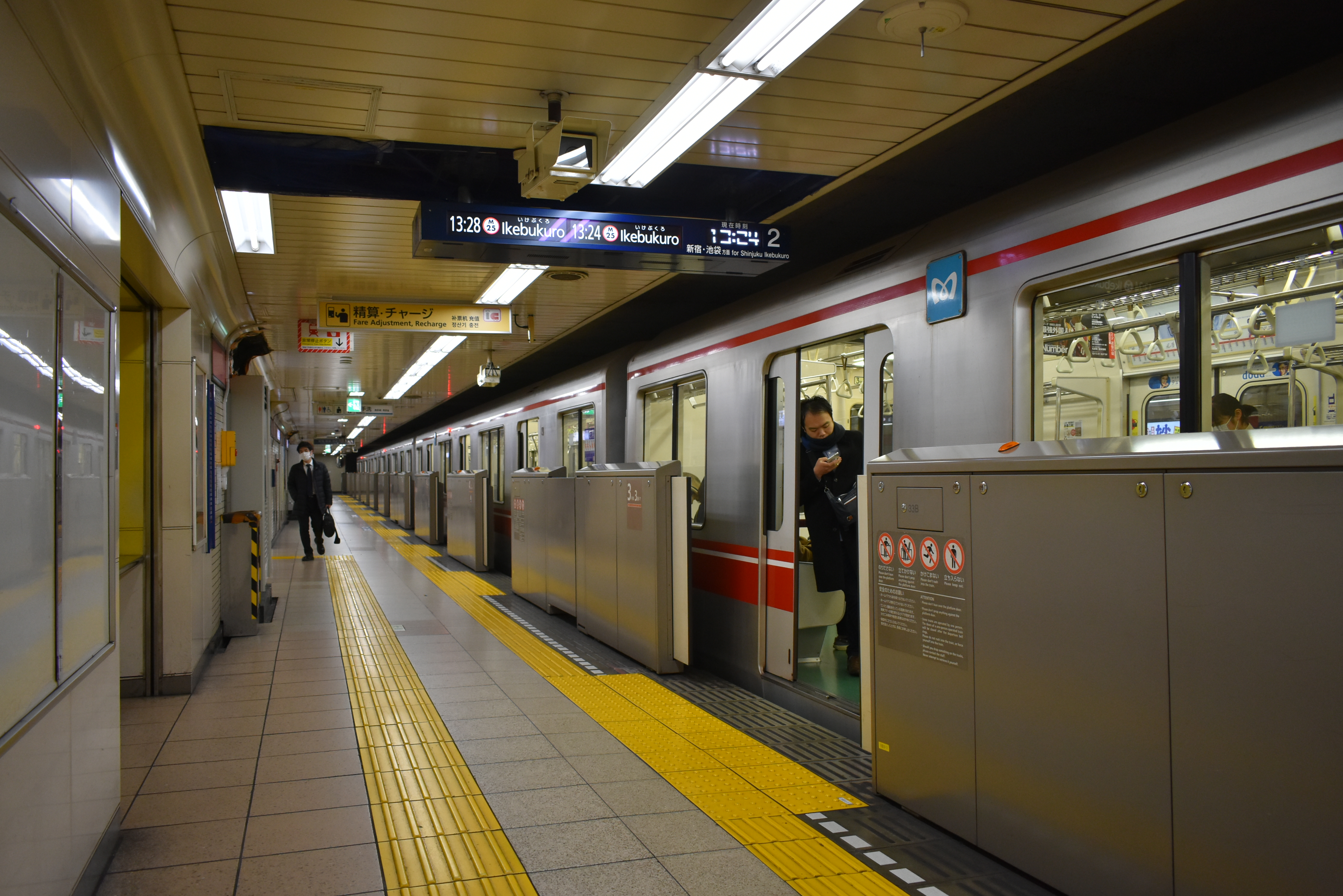
往新宿站方向月台（2019年3月1日攝）
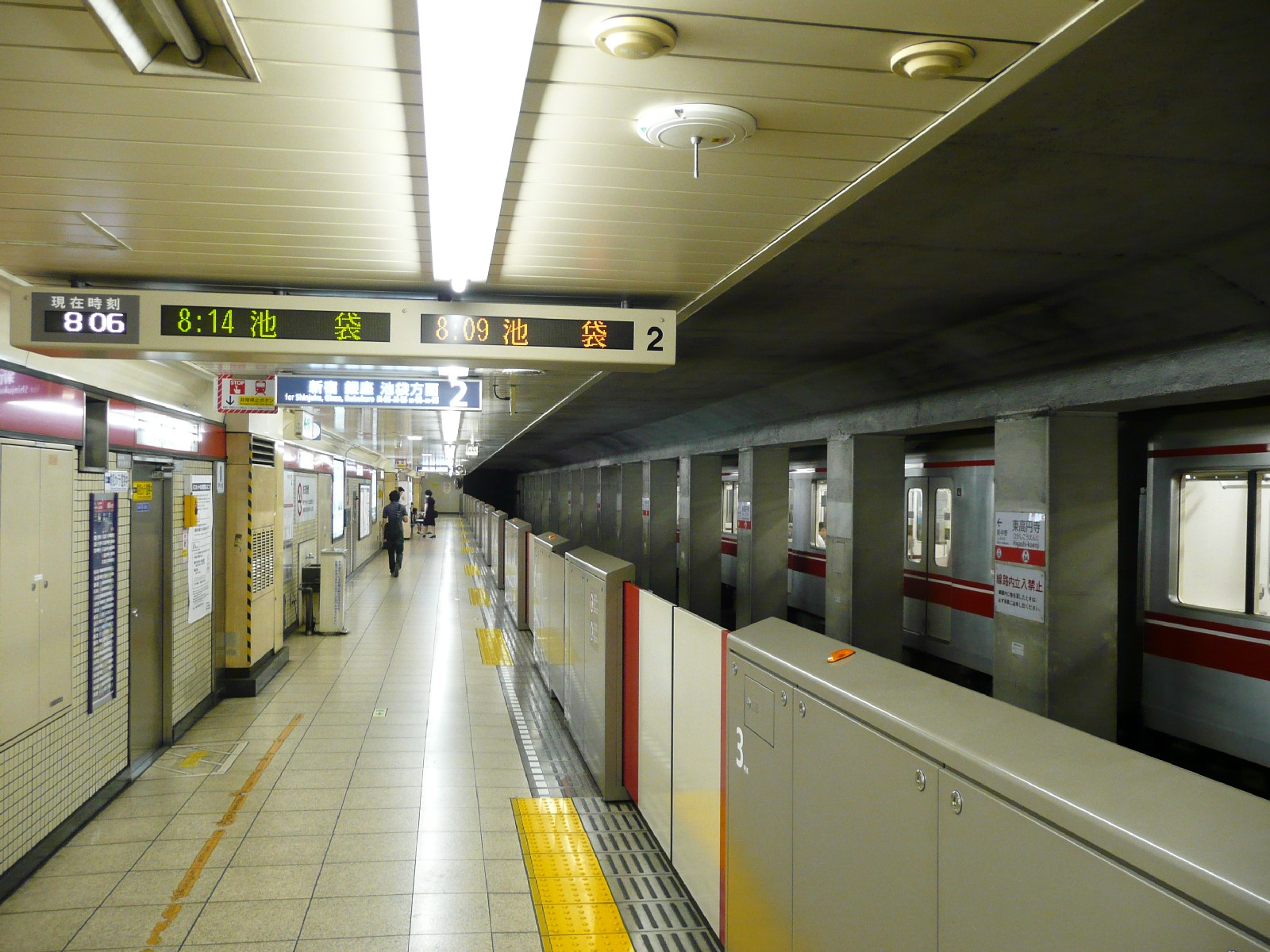
2號月台（2008年7月）

## 利用狀況
2017年度1日平均上下車人次為36,043人，在東京地下鐵全部130個車站中排名第102位。
近年1日平均上下車、上車人次變化如下表。
| 年度               | 1日平均 上下車人次 | 1日平均 上車人次 | 來源     |
| ------------------ | ------------------ | ---------------- | -------- |
| 1992年（平成04年） |                    | 17,877           | [ * 1 ]  |
| 1993年（平成05年） |                    | 17,567           | [ * 2 ]  |
| 1994年（平成06年） |                    | 17,186           | [ * 3 ]  |
| 1995年（平成07年） | 31,795             | 16,601           | [ * 4 ]  |
| 1996年（平成08年） | 31,603             | 16,466           | [ * 5 ]  |
| 1997年（平成09年） | 31,372             | 16,132           | [ * 6 ]  |
| 1998年（平成10年） | 31,322             | 16,121           | [ * 7 ]  |
| 1999年（平成11年） | 30,367             | 15,833           | [ * 8 ]  |
| 2000年（平成12年） | 29,968             | 15,712           | [ * 9 ]  |
| 2001年（平成13年） | 30,278             | 15,959           | [ * 10 ] |
| 2002年（平成14年） | 30,450             | 15,734           | [ * 11 ] |
| 2003年（平成15年） | 30,415             | 15,738           | [ * 12 ] |
| 2004年（平成16年） | 30,599             | 15,581           | [ * 13 ] |
| 2005年（平成17年） | 30,972             | 15,619           | [ * 14 ] |
| 2006年（平成18年） | 31,029             | 15,699           | [ * 15 ] |
| 2007年（平成19年） | 31,087             | 15,694           | [ * 16 ] |
| 2008年（平成20年） | 31,270             | 15,805           | [ * 17 ] |
| 2009年（平成21年） | 30,461             | 15,504           | [ * 18 ] |
| 2010年（平成22年） | 30,780             | 15,591           | [ * 19 ] |
| 2011年（平成23年） | 30,833             | 15,684           | [ * 20 ] |
| 2012年（平成24年） | 31,911             | 16,065           | [ * 21 ] |
| 2013年（平成25年） | 33,213             | 16,753           | [ * 22 ] |
| 2014年（平成26年） | 33,480             | 16,904           | [ * 23 ] |
| 2015年（平成27年） | 34,687             | 17,553           | [ * 24 ] |
| 2016年（平成28年） | 35,377             | 17,841           | [ * 25 ] |
| 2017年（平成29年） | 36,043             |                  |          |

## 車站周邊
- 蠶絲森林公園（日语：蚕糸の森公園）
- 大久保通（東京都道433號神樂坂高圓寺線）
- 青梅街道（東京都道4號東京所澤線、東京都道5號新宿青梅線）
- 環七通（東京都道318號環狀七號線）
- Seshion杉並（日语：セシオン杉並）
  - 杉並區社會教育中心
  - 杉並區高圓寺地域區民中心
  - 杉並區役所（日语：杉並区役所）高圓寺區民事務所
- 杉並區高圓寺東兒童館
- 杉並區立高圓寺圖書館
- 杉並區高圓寺體育館
- 杉並區清掃事務所高圓寺車庫
- 杉並區高圓寺中央會議室
- Nico Nico Road（ニコニコロード）
- 杉並區立杉並第十小學校
- 杉並區立杉並第三小學校
- 杉並區立高南中學校
- 學校法人新渡戶文化學園（日语：学校法人新渡戸文化学園）
  - 新渡戶文化短期大學
  - 新渡戶文化中學校、高等學校（日语：新渡戸文化中学校・高等学校）
- 學校法人光鹽女子學院（日语：学校法人光塩女子学院）
  - 光鹽女子學院中等科、高等科（日语：光塩女子学院中等科・高等科）
- 女子美術大學本部、杉並校區
  - 女子美術大學短期大學部
  - 女子美術大學附屬高等學校、中學校（日语：女子美術大学付属高等学校・中学校）
- 東高圓寺郵便局
- OZEKI（日语：オオゼキ）東高圓寺店

## 巴士路線
最近的巴士站是「東高圓寺站」，可搭乘東京都交通局與關東巴士的以下路線。
都營巴士
- 王78系統：往新宿站西口／往王子站
- 宿91系統：往新宿站西口／往新代田站

關東巴士
- 中35系統：往中野站／往五日市街道營業所（日语：関東バス五日市街道営業所）
- 中36系統：往中野站／往吉祥寺站

## 相鄰車站
東京地下鐵
 丸之內線
新高圓寺（M 03）－東高圓寺（M 04）－新中野（M 05）

### 來源
東京都統計年鑑
1. ↑  .   [2017-03-11]. （原始内容存档于2013-08-15）.
2. ↑  .   [2017-03-11]. （原始内容存档于2013-02-03）.
3. ↑  .   [2017-03-11]. （原始内容存档于2013-02-03）.
4. ↑  .   [2017-03-11]. （原始内容存档于2013-02-03）.
5. ↑  .   [2017-03-11]. （原始内容存档于2013-02-03）.
6. ↑  .   [2017-03-11]. （原始内容存档于2016-03-04）.
7. ↑  東京都統計年鑑（平成10年）PDF
8. ↑  東京都統計年鑑（平成11年）PDF
9. ↑  .   [2017-03-11]. （原始内容存档于2016-03-04）.
10. ↑  .   [2017-03-11]. （原始内容存档于2016-03-04）.
11. ↑  .   [2017-03-11]. （原始内容存档于2017-07-29）.
12. ↑  .   [2017-03-11]. （原始内容存档于2017-07-29）.
13. ↑  .   [2017-03-11]. （原始内容存档于2017-07-29）.
14. ↑  .   [2017-03-11]. （原始内容存档于2017-07-29）.
15. ↑  .   [2017-03-11]. （原始内容存档于2017-07-29）.
16. ↑  .   [2017-03-11]. （原始内容存档于2017-07-29）.
17. ↑  .   [2017-03-11]. （原始内容存档于2017-07-29）.
18. ↑  .   [2017-03-11]. （原始内容存档于2016-03-26）.
19. ↑  .   [2017-03-11]. （原始内容存档于2016-03-27）.
20. ↑  .   [2017-03-11]. （原始内容存档于2016-03-25）.
21. ↑  .   [2017-03-11]. （原始内容存档于2016-03-27）.
22. ↑  .   [2017-03-11]. （原始内容存档于2016-03-22）.
23. ↑  .   [2017-03-11]. （原始内容存档于2017-07-30）.
24. ↑  .   [2019-01-06]. （原始内容存档于2018-11-09）.
25. ↑  .   [2019-01-06]. （原始内容存档于2019-05-02）.

## 外部連結
- 高圓寺/M04 | 路線・車站資訊 | 東京地下鐵